# Steinlachtal
Das Steinlachtal ist ein Gebiet im Landkreis Tübingen in Baden-Württemberg, benannt nach dem Fluss Steinlach. Direkt im Steinlachtal liegen die Stadt Mössingen, die Gemeinden Ofterdingen, Nehren, Dußlingen und der Tübinger Stadtteil Derendingen. Oft werden auch die umliegenden Gemeinden Bodelshausen und Gomaringen hinzugezählt. Mössingen dient als Mittelzentrum des Steinlachtals.

## Kultur
Viele Ortsvereine aus dem Steinlachtal haben sich mit ihren Nachbarn zusammengeschlossen, um gemeinsam ihrer Vereinstätigkeit nachzugehen, zum Beispiel der Bogensportverein oder die Autocrossfreunde.